# Trigonopedia laevifrons
Trigonopedia laevifrons är en biart som först beskrevs av Smith 1879.  Trigonopedia laevifrons ingår i släktet Trigonopedia och familjen långtungebin. Inga underarter finns listade i Catalogue of Life.